# محمد سالم (بازیکن فوتبال، زاده ۱۹۸۵)
محمد سالم (عربی: محمد عبدالله سالم؛ زادهٔ ۶ اوت ۱۹۸۵) فوتبالیست اهل عربستان سعودی است.
از باشگاه‌هایی که در آن بازی کرده‌است، می‌توان به باشگاه فوتبال الفیصلی عربستان سعودی، باشگاه فوتبال الاتحاد و باشگاه فوتبال القادسیه عربستان سعودی اشاره کرد.